# Vojna
Vôjna ali arhaično vojska je izredno zaostren družbeni spopad, v katerem se družbene skupnosti (plemena, ljudstva, razredi, rasne, etnične, verske in druge skupnosti, gibanja, države in združenja držav) kontinuirano in organizirano borijo za uveljavitev svojih ciljev, ob pretežni uporabi množičnega oboroženega boja, ki po obsegu in posledicah bistveno presega druge oblike oboroženega nasilja, na isti ravni družbenega razvoja in vojaške tehnologije.

## Delitev vojn

### po uporabljenih sredstvih
- konvencionalna vojna
- totalna vojna
- jedrska vojna

### po vzroku
- pravična vojna
- obrambna vojna
- verska vojna
- napadalna vojna
- osamosvojitvena vojna
- državljanska vojna
- vojna proti terorizmu

### glede na obseg
- lokalna vojna
- meddržavna vojna
- regionalna vojna
- svetovna vojna

### po značilnostih
- konvencionalna vojna
- bliskovita vojna
- pozicijska vojna
- hladna vojna